# سول كارتر
سول كارتر (بالإنجليزية: Sol Carter)‏ هو لاعب كرة قاعدة أمريكي، ولد في 23 ديسمبر 1908، وتوفي في 23 ديسمبر 2006.

## وصلات خارجية
- سول كارتر على موقعبيزبول رفرنس.كوم (الدوري الرئيسي) (الإنجليزية)